# Красный Хутор (Киев)
Кра́сный Ху́тор (укр. Черво́ний Ху́тір, Кра́сний Ху́тір) — историческая местность в Киеве, посёлок. Поселения на территории Красного хутора существовали с конца III — начала II тысячелетия до нашей эры. Современное название известно с начала XX века. В состав Киева входит с 1923 года. Почти вся застройка состоит из одноэтажных домов, частично — промышленные предприятия. 23 мая 2008 года открыта станция метро «Красный Хутор».
Исторически поселок располагался примерно между теперешней Харьковской площадью и улицей Здолбуновской, а граница западной стороны примерно повторяла современную трассировку улицы Архитектора Вербицкого и простирался на восток до леса. Начиная с 1980-х годов сельская застройка по четной стороне Харьковского шоссе была полностью снесена под постройку новых кварталов Харьковского массива и от Красного Хутора остался только квартал ограничивающийся Харьковским шоссе и улицами Кронштадтской, Боровой и Еловой и лесом.